# Mayastreptus laetus
Mayastreptus laetus är en mångfotingart som först beskrevs av Chamberlin 1922.  Mayastreptus laetus ingår i släktet Mayastreptus och familjen Spirostreptidae. Inga underarter finns listade i Catalogue of Life.